# Platypalpus anatolicus
Platypalpus anatolicus är en tvåvingeart som beskrevs av Chillcott 1962. Platypalpus anatolicus ingår i släktet Platypalpus och familjen puckeldansflugor. Inga underarter finns listade i Catalogue of Life.